# Чосич, Бора
Бора Чосич (хорв. Bora Ćosić, 5 апреля 1932, Загреб) — сербский и хорватский писатель. Романы, повести, эссе, критические статьи, философские трактаты. Характерна лёгкая пародийная форма изложения. С 1995 года живёт в Берлине, Германия.

## Некоторые произведения
- хорв. «Vidljivi i nevidljivi čovek», 1962
- хорв. «Sodoma i Gomora», 1963
- хорв. «Uloga moje porodice u svetskoj revoluciji», 1969
- хорв. «Poslovi/sumnje/snovi Miroslava Krleže», 1983
- хорв. «Doktor Krleža», 1988
- хорв. «Dnevnik apatrida», 1993
- хорв. «Dobra vladavina i psihopatologija njenog svakodnjevlja», 1995
- хорв. «Carinska deklaracija», 2000

## Литературные награды
- 2002, Лейпцигская книжная премия за вклад в европейское взаимопонимание.

## Издания

### На русском языке
- Бора Чосич. Роль моей семьи в мировой революции. — СПб.: Азбука, 2000, 2002. — С. 286. — ISBN 5-267-00105-8.